# Chrysocharis longicoxa
Chrysocharis longicoxa är en stekelart som beskrevs av Christer Hansson 1987. Chrysocharis longicoxa ingår i släktet Chrysocharis och familjen finglanssteklar. Inga underarter finns listade i Catalogue of Life.